# Purfleet
Purfleet is een dorp in Thurrock (Essex) in het oosten van Engeland.
Het dorp ligt vlak naast de rivier de Theems ten zuiden van de A13 en tegen de M25 Motorway aan, nog net buiten het gebied dat men Greater London noemt.
Purfleet heeft een treinstation van waar dagelijks op piektijden om het half uur een trein vertrekt in de richting van Londen. De lijn loopt van London Fenchurch Street naar Limehouse, West Ham, Barking, Dagenham Dock, Rainham, Purfleet en uiteindelijk Grays.
Bij het grote publiek is Purfleet vooral bekend vanwege het WK Darts georganiseerd door de PDC dat tot en met 2007 jaarlijks in het dorp gehouden werd. Dit toernooi wordt tegenwoordig gespeeld in Alexandra Palace in Londen. De tegenhanger georganiseerd door de BDO vindt jaarlijks plaats in Frimley Green. 
Nabijgelegen plaatsen zijn Aveley, Wennington en West Thurrock.